# David Blue
Pour les articles homonymes, voir Blue.
David Blue, né le 17 janvier 1982 à Long Island, est un acteur, écrivain, producteur et réalisateur américain. Il est surtout connu pour son rôle de Cliff St. Paul dans la série humoristique Ugly Betty et de Eli Wallace dans Stargate Universe.

## Biographie
Blue a été élevé avec ses trois grands frères à New York et en Floride. Il a étudié à la Countryside High School à Clearwater (Floride) et au conservatoire de l'University of Central Florida.

### Carrière
Il commença sa carrière avec un rôle dans le film Winter Follies, réalisé par Darren Lynn Bousman qui a aussi fait Saw II, Saw III et Saw IV.
David est l'un des huit sélectionnés pour le programme d'apprenti acteur au théâtre de Louisville, où il a travaillé avec de nombreux artistes renommés tels que Jennifer Hubbard et Sullivan Canaday White. Il a également obtenu une bourse plus tard à la British Academy of Dramatic Arts, mais sa carrière en plein essor l'a empêché d'accepter. David possède une formation d'improvisation et une vaste expérience dans la comédie.
David Blue travailla dans le premier atelier de production de "Ain’t No Mountain High Enough" au Mark Taper Forum (en). La musique était basée sur le travail du créateur de la Motown, Berry Gordy, et dirigé par Kenny Leon qui dirigea Sean Combs dans la production Broadway de A Raisin in the Sun.
Dans Ugly Betty, Blue interpréta ‘Cliff’, un photographe de magazines de mode, objet de l'intérêt du fidèle assistant de Wilhelmina Slater, Marc St. James, joué par Michael Urie. Avant sa percée dans le rôle dans ‘'Betty'’, David fit quelques apparitions figuratives dans les séries Veronica Mars, Dirt et la comédie Disney La Vie de palace de Zack et Cody.
En 2007, Blues a joué dans Moonlight comme Logan Griffen (une technologie obsessionnelle qui aide souvent Mick St. John, joué par Alex O'Loughlin).
Puis Blue est apparu au grand écran dans le long métrage The Comebacks, une comédie parodie inspirée des films sur les sports de David Koechner, Matthew Lawrence et Bradley Cooper
En 2009, David est en production/écriture de plusieurs projets. Le 15 janvier, il a été annoncé qu'il sera régulièrement sur Stargate Universe dans le rôle d'Eli Wallace, l'un des rôles principaux.

## Filmographie
- 2022 : NCIS : Enquêtes spéciales : Charlie Samuels (saison 20)
- 2017 : Lucky dans "Le Noël du cœur"
- 2016 : Tony dans "Danse Funèbre" (disponible légalement en location sous le nom Danse Avec La Mort sur Youtube)
- 2013 : Kyle dans Castle
- 2013 : Peter Kaufman dans Rizzoli and Isles
- 2009 - 2011 : Eli Wallace dans Stargate Universe
- 2007 - 2008 : Cliff dans Ugly Betty
- 2007 - 2008 : Logan Griffen dans Moonlight
- 2007 : Waiter dans The Game
- 2007 : Toby dans Dirt
- 2007 : LaCrosse Partygoer dans The Comebacks
- 2007 : Le régisseur This Can't Be My Life
- 2006 : Beefy Resident dans Veronica Mars
- 2005 : Dr Chip La Vie de palace de Zack et Cody
- 2004 : Petit-ami dans Dark Reality
- 2002 : Médecin interne dans Scrubs